# Edmond Bogros
Pour les articles homonymes, voir Bogros.
Jacques Michel Edmond Bogros, né à Château-Chinon (Nièvre) le 19 novembre 1820 et mort à Paris le 25 mars 1888, est un docteur en médecine français, écrivain régionaliste, poète, et maire de sa ville natale.

## Biographie

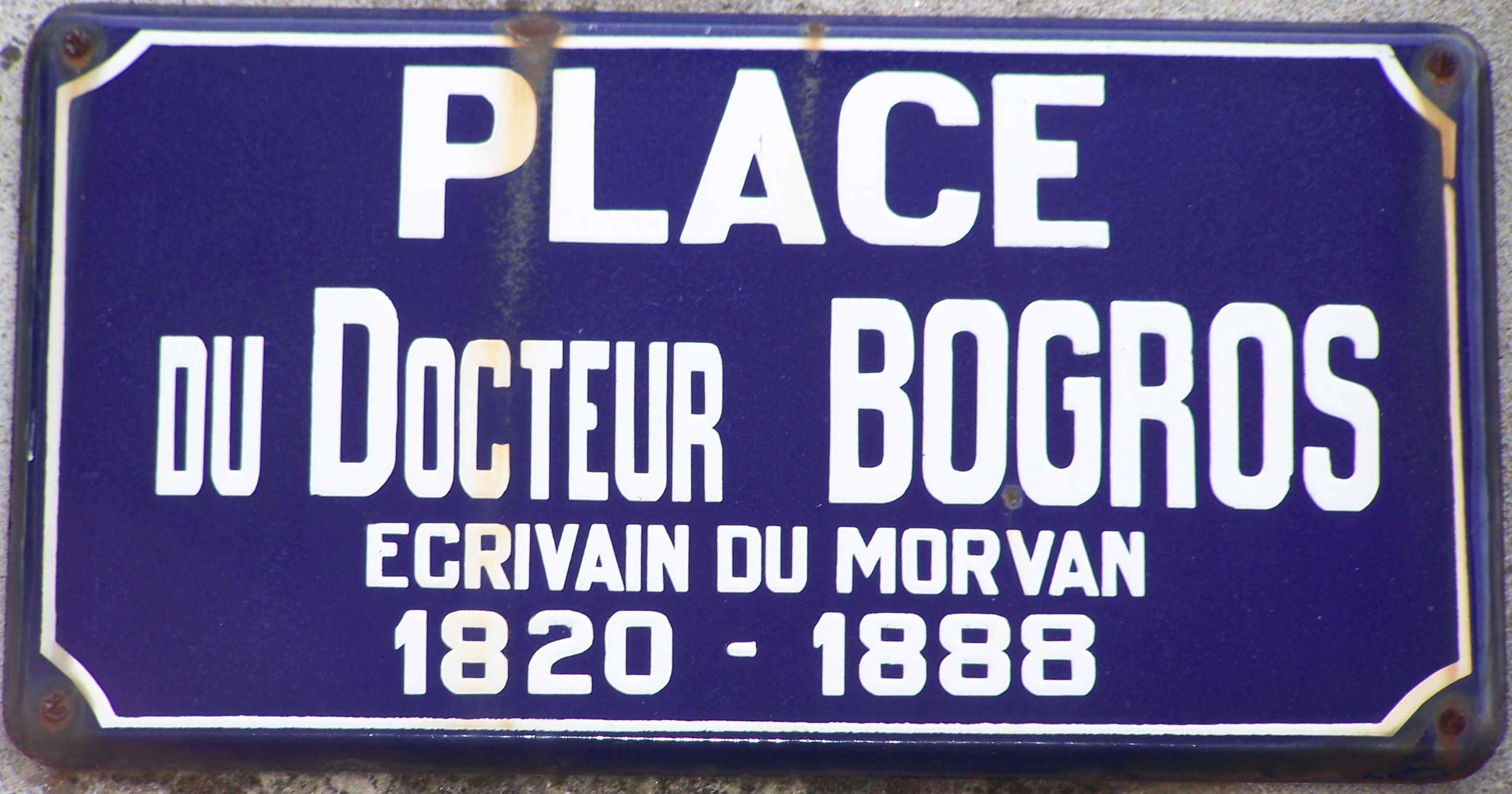
Plaque de la place du Dr Bogros à Château-Chinon.

Jacques-Michel-Edmond Bogros naît le 19 novembre 1820 à Château-Chinon. Il est le fils de Michel Bogros, employé des contributions indirectes, et de Françoise Devoucoux. Enfant naturel, il fut reconnu au mariage de ses parents le 23 juillet 1823. Il fit ses études de médecine et fut reçu docteur en 1848 à la faculté de médecine de Paris. Il rentra au pays, ouvrit son cabinet médical à Château-Chinon et épousa Anaïs Boulu. Son frère, Jacques-Maurice Bogros (1833-1901), abbé et curé de Marzy, fut également poète.
D'après le passeport qu'il obtint en 1851, il mesurait 1,76 m, qu'il avait un visage ovale au front haut, le teint coloré, avec une bouche moyenne, un nez long et des yeux bleus, un menton rond garni d'une barbe blonde, des cheveux et des sourcils blonds. Pas de signes particuliers.
Victor Gueneau, écrit de lui qu'« il boitait légèrement, d'un visage assez agréable, sachant causer, mais avec une certaine suffisance qui empêchait la sympathie ». Il fut surnommé le « médecin des pauvres », car homme modeste, au grand cœur, ayant vécu beaucoup pour ses malades avec désintéressement. C'est ce qui ressort d'une lettre que le maire en 1949 adressa au préfet de la Nièvre, à la suite de l'épidémie de choléra de 1848 qui lui vaudra une médaille, pareillement en 1854, pour les mêmes raisons. Il restera d'ailleurs un nostalgique de l'Empire. Nommé bibliothécaire-adjoint et conservateur du musée de Château-Chinon le 14 juillet 1854, il occupera ainsi tout au long de sa vie différentes fonctions au sein de l'administration de la ville.
Il a parcouru pendant quatre ans le Morvan en compagnie de Lucien Jeny dans le cadre de leurs transport en matières criminelle ou correctionnelle.
Le 6 février 1859, il est reçu membre de la Société nivernaise des lettres, sciences et arts par monseigneur Augustin Joseph Crosnier (1804-1880), président de l'association. Il sera membre de la commission de l'arrondissement de Château-Chinon, par arrêté du préfet, pour la protection sur le travail des enfants et des filles mineures employés dans l'industrie. Il est alors deuxième adjoint et deviendra maire pour une courte durée en 1877.
Il meurt à Paris le 25 mars 1888 et sera selon son vœu inhumé à Château-Chinon, où l'on peut encore voir sa tombe.

## Publications
- « Le soir dans la forêt », poème in Bulletin de la Société nivernaise des lettres, sciences et arts.
- « Les deux tilleuls », poème in Bulletin de la SNLSA.
- « La rivière », poème in Bulletin de la SNLSA.
- « À l'Yonne », poème in Bulletin de la SNLSA.
- « L'Étoile du matin », poème in Bulletin de la SNLSA.
- L'Histoire de Château-Chinon, Château-Chinon, Éd. Buteau, 1864, complétait l'œuvre ébauché par l'abbé Baudiau dans Le Morvand.
- À travers le Morvan, Dudragne-Bordet et Buteau, 1re édition illustrée en 1873 ; 2e édition en 1883 avec cartes des voies anciennes ; 3e édition en 1967, FERN, distributeurs Librairie Guénégaud, préface de Jean Drouillet, de l'Académie des provinces françaises, 294 p.
- sous le pseudonyme d'Edmond Morvan, Les Roussalkas, opéra en 2 actes, représentée le 14 mars 1870 au théâtre de la Monnaie à Bruxelles, avec une musique de la baronne de Maistre.

## Fonctions
- Maire de Château-Chinon, par décret du 27 juillet 1877, en remplacement de Jacques-François Gudin du Pavillon révoqué, puis remplacé le 2 janvier 1878 à nouveau pas M. Gudin du Pavillon ;
- Médecin des prisons ;
- Médecin du bureau de bienfaisance ;
- Médecin cantonal ;
- Chirurgien des sapeurs-pompiers de la ville ;
- Deuxième adjoint au maire, décret du 5 février 1874 ;
- Membre de la commission de l'arrondissement de Château-Chinon par arrêté du préfet (10 décembre 1874) ;
- Secrétaire du Conseil d'hygiène ;
- Directeur de la Caisse d'épargne ;
- Directeur-fondateur de la Société orphéonique de Château-Chinon ;
- Bibliothécaire-adjoint et conservateur du musée de Château-Chinon dès le 14 juillet 1854 ;
- Membre de la Société nivernaise des lettres, sciences et arts dès le 6 février 1859.

## Décorations
- Médaille du ministère du Commerce en 1849 ;
- Médaille de bronze du ministère de l'Agriculture et du Commerce le 15 février 1855 ;
- Chevalier de la Légion d'honneur le 13 août 1864[4].